# NGC 2861
NGC 2861 é uma galáxia espiral barrada (SBbc) localizada na direcção da constelação de Hydra. Possui uma declinação de +02° 08' 10" e uma ascensão recta de 9 horas, 23 minutos e 36,5 segundos.
A galáxia NGC 2861 foi descoberta em 28 de Março de 1864 por Albert Marth.